# IRAND. International Research and Archives Network Historical Children’s and Youth Drawings
Der Forschungsverbund International Research and Archives Network for Historical Children’s and Youth Drawings (IRAND) konstituierte sich 2017. Im November des Jahres fand die Gründungskonferenz mit dem Titel „Childhood in Danger – Zeichnungen von Kindern und Jugendlichen des 20. Jahrhunderts“ als Kooperationsprojekt der Universität Paderborn und der Kunstakademie Düsseldorf statt.
Initiiert wurde das Projekt von Kunibert Bering und Jutta Ströter-Bender. Das Netzwerk verbindet inzwischen weltweit Universitäten, Archive, Sammlungen und Forschungsinstitute mit dem Ziel, gestalterische Arbeiten von Heranwachsenden grundlegend zu erforschen und diese im Sinne der UNESCO Friedenspädagogik mit Ausstellungen und pädagogischen Materialien wie Museumskoffern zu vermitteln. An der Universität Paderborn wurde im Fach Kunst dazu 2018 ein Promotionsnetzwerk gegründet. Seit 2020 wird der internationalen Provenienzforschung mit Blick auf die Geschichte von bekannten wie verschollenen Kinder- und Jugendzeichnungen ein besonderer Schwerpunkt gewidmet.
Historische Zeichnungen von Kindern und Jugendlichen stellen bedeutende Dokumente für die Entstehung und Wandlung von Weltbildern dar. Dies gilt insbesondere für Zeichnungen, die in den Krisenzeiten des 20. Jahrhunderts – zwei Weltkriege, Völkermorde, Aufstände, Verfolgungen und Vertreibungen, aber auch in Friedenszeiten, im schulischen Leben und im Alltag entstanden. Die Zeichnungen von Kindern und Jugendlichen können daher auch wichtige Elemente für ein kulturelles Gedächtnis darstellen.
Vor allem die europäische Museums- und Archivlandschaft ist reich an Sammlungen von historischen Kinder- und Jugendzeichnungen aus den verschiedenen Abschnitten des 19. und 20. Jahrhunderts. Schriftstücken gleich, vermitteln die mit der Hand verfassten Kinderzeichnungen auf unterschiedlichsten Ebenen historische Sachverhalte, Ereignisse und Kontexte aus der Perspektive von Heranwachsenden an den Schnittstellen von Bildfindung und Schrift. Die Entstehungsgeschichte von Sammlungen und die Provenienzen der Zeichnungen ist dabei kultur- wie bildungspolitisch äußerst vielfältig und beginnt partiell schon im frühen 20. Jahrhundert. Kinder- und Jugendzeichnungen sind nicht in den offiziellen Kanon der Kunstgeschichte und des Kunstmarktes integriert.
2020 wurde der Archivverbund aufgenommen als: Cooperating Institution of the UNESCO Memory of the World Sub-Committee on Education and Research (SCEaR). International Advisory Committee (IAC).
In Kooperation mit dem Musée National de l`Éducation in Rouen und der französischen UNESCO-Kommission für das Weltdokumentenerbe initiierten die Koordinator*innen von IRAND die Aufnahme bedeutender europäischer Kinder- und Jugendzeichnungssammlungen in das Register des UNESCO-Weltdokumentenerbes. Am 10. April 2025 wurde dieser Antrag in Paris durch das Exekutivkomitee des "Memory of the World"-Programms unter dem Titel "Zeichnungen und Schriften von Kindern und Jugendlichen in Kriegszeiten in Europa 1914-1950" angenommen. Das vorliegende Gesamtkonvolut umfasst 17 bemerkenswerte Sammlungen von Zeichnungen, Malereien sowie Schriften und zwei Jugendzeitungen aus verschiedenen europäischen Ländern, darunter England, Frankreich, Deutschland, Polen, der Schweiz, Spanien (Kanada mit den National Archives of Ontario) und Tschechien. Die Dokumente legen Zeugnis ab von Schlüsselereignissen aus Kriegszeiten und deren Folgen und sind als Friedensbotschaften zu verstehen. Die Einstufung als Weltdokumentenerbe verleiht den Quellen eine zusätzliche Signifikanz, da sie individuelle und kollektive Erfahrungen einer von Gewalt und Umbrüchen geprägten Epoche evident machen. Sie eröffnen eine neue Perspektive auf Geschichte und bieten seltene Einblicke in die kindliche Wahrnehmung existenzieller Ereignisse. Es handelt sich um ein Kulturgut, das sich aus den demokratischen Traditionen städtischer und ländlicher Kulturen Europas zusammensetzt. Dieses Erbe wurde von Jungen und Mädchen unterschiedlichen Alters und aus verschiedenen sozialen Schichten geschaffen und bietet universelle Zeugnisse verschiedener Kulturen. Darüber hinaus gewährleistet es die Verfügbarkeit bedeutsamer Überlieferungen für kommende Generationen.
Die Aufnahme in das Memory of the World ermöglicht neue Perspektiven in der wissenschaftlichen Erforschung, Vernetzung und zukünftigen Vermittlung, da die Kinder- und Jugendzeichnungsforschung bisher oftmals von nationalen Traditionen und sprachlichen Eingrenzungen bestimmt wurde.
Zeichnungen und Schriften von Kindern und Jugendlichen in Kriegszeiten in Europa 1914-1950 - Deutsche UNESCO-Kommission
Homepage von IRAND: ChildArtHeritage (canva.site)

## Institutionen
Mitglieder des Netzwerkes sind:

### England
- National Arts Education Archive YSP, The Lawrence Batley Centre, Wakefield[5]

### Deutschland
- BBF | Bibliothek für Bildungsgeschichtliche Forschung, Abteilung des DIPF | Leibniz-Institut für Bildungsforschung und Bildungsinformation, Berlin[6]
- Christoph Scholter Collection (privat)[7]
- Dr. Birgit Dettke Archiv, Kinderkunst e. V. Erfurt[8]
- Institut für Personengeschichte, Bensheim
- Museum Elbinsel-Wilhelmsburg, Hamburg[9]
- Museum Kindheits- und Jugendwerke bedeutender Künstler, Halle (Westfalen)[10]
- Schulmuseum der Friedrich-Alexander-Universität Erlangen-Nürnberg[11]
- Stadtarchiv Saarbrücken
- Stadtmuseum Düsseldorf, Sammlung Julo Levin[12]
- Child Art Archive / Ströter-Bender Collection (privat)[13]

### Frankreich
- MAISON D’IZIEU, F-01300 Izieu, www.memorializieu.eu
- Mémorial de la Shoah, Paris, Frankreich[14]
- Musée de Montmartre, Paris, Frankreich
- Musée National de l’Éducation, Rouen, Frankreich[15]

### Kanada
- Archives of Ontario, Canada (Alexander Albert MacLeod fonds (F 126). Alexander Albert MacLeod children’s drawings from the Spanish Civil War, created between 1936 and 1939)[16]

### Italien
- Archivio Storico Indire, Florenz[17]
- Centre for Documentation and Research on the History of Schoolbooks and Children’s Literature / CESCO; University of Macerata[18]
- Museo della Scuola e dell’Educazione „Mauro Laeng“, Università degli Studi Roma Tre, Rom[19]

### Nigeria
- National Museum Lagos and National Museum Owere

### Spanien
- Hezkuntzaren Teoria eta Historica Saila, Donostia-San Sebastián[20]

### Schweiz
- Pestallozianum, Archiv der Kinder- und Jugendzeichnung c/o PH Zürich[21]
- ETH ZÜRICH; Archiv für Zeitgeschichte, ARCHIV FÜR ZEITGESCHICHTE[22]
- Kinderdorf Pestalozzi, Trogen

### Ungarn
- Andrea Kárpáti. Head, Visual Culture Research Group of the Hungarian Academy of Science, UNESCO Chairholder, Chair for Multimedia in Education. Corvinus University of Budapest, Institute of Communication and Sociology

### Vereinigte Staaten
- Special Collections & Archives, UC San Diego Library[23]